# Catherine Bach
Catherine Bach (Warren (Ohio), 1 maart 1954) is een Amerikaanse actrice. Ze is vooral bekend van haar rol als Daisy Duke in de televisieserie The Dukes of Hazzard.
Bach werd geboren als Catherine Bachman. Haar vader is Duits en haar moeder Mexicaans. Een van haar eerste filmrollen was die als Melody in de film Thunderbolt and Lightfoot uit 1974. Ze was getrouwd met Peter Lopez (sinds 1991), nadat haar eerste huwelijk met David Shaw na vijf jaar stuk liep. 
In haar rol als Daisy Duke droeg Bach vrijwel elke aflevering afgeknipte denim hotpants waardoor dit kledingstuk nu ook wel Daisy Dukes genoemd wordt.

## Filmografie
- The Dukes of Hazzard: Return of the General Lee (Videogame, 2004) - Daisy Duke (Voice-over)
- The Dukes of Hazzard: Hazzard in Hollywood (televisiefilm, 2000) - Daisy Duke
- The Dukes of Hazzard: Reunion! (televisiefilm, 1997) - Daisy Duke
- 15th Annual Tejano Music Awards (Video, 1995) - Presentatrice
- African Skies televisieserie - Margo Dutton
- The Nutt House (1992) - Benefit Reporter
- Rage and Honor (1992) - Capt. Murdock
- Driving Force (1990) - Harry
- Masters of Menace (1990) - Kitty Wheeler
- Street Justice (1989) - Tamarra
- Criminal Act (1989) - Pam Weiss
- The Dukes of Hazzard televisieserie - Daisy Duke (1979-1985)
- The Dukes televisieserie - Daisy Duke (Voice-over)
- White Water Rebels (televisiefilm, 1983) - Trisha Parker
- The Magic of David Copperfield IV: The Vanishing Airplane (televisiefilm, 1981)
- Nicole (1978) - Sue
- Murder in Peyton Place (televisiefilm, 1977) - Linda
- Hustle (1975) - Peggy Summers
- Strange New World (televisiefilm, 1975) - Lara, de gids
- Matt Helm (televisiefilm, 1975) - Alice
- Thunderbolt and Lightfoot (1974) - Melody
- The Midnight Man (1974) - Natalie

- Bibliothèque nationale de France: cb141519041 (data)
- International Standard Name Identifier: 0000 0000 0103 4633
- Library of Congress Control Number: no2012048833
- MusicBrainz: 2d62f0c3-a63d-4de4-9d77-ae7ec0e45770
- Nationale Bibliotheek van Polen: a0000001780787
- SNAC: w6rk9c65
- Virtual International Authority File: 51897801
- WorldCat: E39PBJhmJprrJcQKb4xYBqHV4q